# Andrij Pjatov
Andrij Valerijovytsj Pjatov (Oekraïens: Андрій Валерійович П'ятов) (Kirovohrad, 28 juni 1984) is een Oekraïens voetballer die als doelman speelt. Hij verruilde in 2007 Vorskla Poltava voor Sjachtar Donetsk. Daarnaast komt Pyatov uit in het Oekraïens voetbalelftal.

## Clubcarrière
Pjatov kwam in 2002 bij Vorskla Poltava. Op 13 december 2006 werd hij voor ongeveer circa 800.000 euro gekocht door Sjachtar Donetsk. Hij verving hier Bohdan Sjoest als hoofddoelman. In zijn eerste seizoenen speelde Pjatov als eerste doelman, maar na het seizoen 2012/13 speelde hij niet meer volledige competitieseizoenen. Met Sjachtar won Pjatov zesmaal de landstitel, viermaal het nationale bekertoernooi en zesmaal de beker.

## Interlandcarrière
Pyatov speelde twintig interlands voor Oekraïne –21. Op 22 augustus 2007 maakte hij zijn debuut in het Oekraïens voetbalelftal in een vriendschappelijke interland tegen de Faeröer (2–1 overwinning). Pjatov was in juni 2012 eerste doelman op het Europees kampioenschap in eigen land. Op 19 mei 2016 werd hij opgenomen in de Oekraïense selectie voor het Europees kampioenschap voetbal 2016 in Frankrijk. Oekraïne werd in de groepsfase uitgeschakeld na nederlagen tegen Duitsland (0–2), Noord-Ierland (0–2) en Polen (0–1). Het Oekraïens voetbalelftal haalde de kwartfinales op het EK 2020, gespeeld in 2021, na een 4-0 nederlaag tegen Engeland. Andriy Pyatov maakte deel uit van de selectie.